# National Grid USA
National Grid USA (NGUSA) ist ein Tochterunternehmen des britischen Unternehmens National Grid. Der Firmensitz des Unternehmens befindet sich in Westborough, Massachusetts.
Das Unternehmen beliefert den Nordosten der Vereinigten Staaten mit Strom in den Bundesstaaten New York, Massachusetts, Rhode Island und New Hampshire und hat rund 4 Millionen Kunden. Des Weiteren werden 550.000 Kunden mit Erdgas versorgt.
2006 erwarb National Grid den US-amerikanischen Erdgaslieferanten KeySpan Corporation.